# Кеташвілі Гела Георгійович
Гела Георгійович Кеташвілі (груз. გელა კეტაშვილი; нар. 27 вересня 1965, Тбілісі) — грузинський футболіст, що грав на позиції захисника. Олімпійський чемпіон. Перший капітан національної збірної Грузії.

## Клубна кар'єра
Вихованець футбольної школи «Юний динамівець» (перший тренер — С. Апресян). Протягом трьох років був гравцем кутаїського «Торпедо». В сезоні-83 команда з Імереті виступала в елітному дивізіоні радянського футболу, а Кеташвілі провів 27 лігових матчів. Своєю грою привернув увагу наставників провідного грузинського клубу — тбіліського «Динамо», до складу якого приєднався 1984 року. Наступного сезону став гравцем основного складу, в 1989 році партнери обрали Кеташвілі капітаном команди.
За шість сезонів провів у чемпіонатах СРСР 137 ігор, відзначився 4 забитими м'ячами. 1988 року вперше увійшов до списку 33-х найкращих футболістів сезону (під № 3 на позиції лівого захисника). До речі, на перших двох місцях розташувалися гравці українських колективів: № 1 — київський «одноклубник» Анатолій Дем'яненко і № 2 — Олексій Чередник з «Дніпра». Наступного року — на другій позиції серед правих захисників (№ 1 — Володимир Безсонов, № 3 — Олег Лужний).
1990 року грузинські футбольні клуби відмовилися брати участь в чемпіонаті СРСР і заснували власну лігу. «Динамо», під новою назвою — «Іберія», стало першим чемпіоном в історії грузинського футболу. Але для Кеташвілі цей сезон склався не досить вдало. У першому турі, проти команди «Колхеті» (Поті), забив гол у власні ворота і загалом за весь чемпіонат виходив на поле лише в дев'яти матчах. У цей час мав пропозиції від Анатолія Бишовця, який очолював московське «Динамо», і Валерія Лобановського — головного тренера київських «одноклубників». Але керівництво грузинського футболу вирішило, що єдиний олімпійський чемпіон з цього виду спорту повинен виступати вдома.
Наступного сезону захищав кольори «Гуріі» з Ланчхуті. Невдовзі травмував меніск, а потім — потрапав у автомобільну аварію. Протягом наступних п'яти років здійснив декілька спроб повернутися у «великий футбол», але всі вони зазнали невдачі. У цей час виступав за махачкалинське «Динамо», грузинський клуб першої ліги «Тетрі Артціві», провів декілька матчів у складі тбіліського «Динамо». 1995 року запропонував свої послуги головному тренеру московського ЦСКА Олександру Тарханову, але після півторамісячного перебування у дублі вирішив завершити футбольну кар'єру.

## Виступи за збірні
У складі молодіжної збірної виступав на чемпіонаті світу 1985 року. Наприкінці наступного сезону став гравцем олімпійської команди. У відбірковому циклі провів п'ять матчів.
На літніх Олімпійських іграх у Сеулі збірна СРСР здобула золоті нагороди (вдруге в своїй історії). У всіх іграх турніру брали участь лише троє гравців команди-переможців. Незмінними були Ігор Добровольський, Володимир Лютий і Гела Кеташвілі. Всього за олімпійську збірну провів 11 матчів. Разом з Володимиром Лютим посідає третє місце за кількістю проведених ігор в історії цієї команди (попереду Ігор Добровольський і Євген Кузнецов — по 14 поєдинків).
Під керівництвом Валерія Лобановського провів три матчі в складі першої збірної СРСР. У кваліфікаційному турнірі, за право участі на чемпіонаті світу-90, виходив на поле проти команд Туреччини й Ісландії. Також був учасником товариської гри зі збірною Польщі. Переможець молодіжного чемпіонату Європи-90 (провів один поєдинок на груповому етапі).
27 травня 1990 року збірна Грузії провела свій перший офіційний поєдинок. На поле тбіліського стадіону «Динамо» Кеташвілі вийшов з капітанською пов'язкою. Матч з командою Литви завершився внічию — 2:2. У господарів відзначилися Гія Гурулі і Кахі Качарава, у команді суперників забивали Віргініюс Балтушнікас і Армінас Нарбековас. Через травми, які почали невдовзі переслідувати футболіста і, як наслідок, втрату звичної ігрової форми, цей матч так і залишився єдиним у складі головної команди Грузії.
1992 року Гела Кеташвілі пожертвував золоту олімпійську медаль у фонд допомоги постраждалим внаслідок збройного конфлікту в Абхазії. Після завершення футбольної кар'єри декілька років працював інспектором дорожньої поліції Грузії.
Статистика виступів у олімпійській збірній СРСР:
| №  | Дата       | Місце       | Суперник       | Рахунок | Примітка |
| -- | ---------- | ----------- | -------------- | ------- | -------- |
| 1  | 14.10.1986 | Осло        | Норвегія       | 0 : 0   | відбір   |
| 2  | 15.04.1987 | Ізмір       | Туреччина      | 2 : 0   | відбір   |
| 3  | 28.10.1987 | Лозанна     | Швейцарія      | 4 : 2   | відбір   |
| 4  | 06.04.1988 | Сімферополь | Туреччина      | 2 : 0   | відбір   |
| 5  | 27.04.1988 | Сімферополь | Болгарія       | 2 : 0   | відбір   |
| 6  | 18.09.1988 | Пусан       | Південна Корея | 0 : 0   | група    |
| 7  | 20.09.1988 | Тегу        | Аргентина      | 2 : 1   | група    |
| 8  | 22.09.1988 | Тегу        | США            | 4 : 2   | група    |
| 9  | 25.09.1988 | Пусан       | Австралія      | 3 : 0   | 1/4      |
| 10 | 27.09.1988 | Пусан       | Італія         | 3 : 2   | 1/2      |
| 11 | 01.10.1988 | Сеул        | Бразилія       | 2 : 1   | фінал    |

Фінал XXIV літніх Олімпійських ігор.
| 1 жовтня 1988 |

| СРСР                            | 2 : 1 | Бразилія    |
| ------------------------------- | ----- | ----------- |
| Добровольський 60' Савичев 103' | Звіт  | Ромаріо 86' |

| Олімпійський стадіон (Сеул) Глядачів: 74 000 |

СРСР: Дмитро Харін, Гела Кеташвілі, Євген Кузнецов, Ігор Добровольський, Володимир Лютий (Ігор Скляров, 115), Євген Яровенко, Володимир Татарчук, Олексій Михайличенко, Віктор Лосєв, Сергій Горлукович, Армінас Нарбековас (Юрій Савичев, 46). Тренер — Анатолій Бишовець.
Бразилія: Клаудіо Таффарел, Жоржиньйо, Карека, Ромаріо, Андре Круз, Луїс Карлос, Алоізіо, Мілтон, Феррейра Нето (Едмар, 73), Жорже Луїс Андраде, Бебето (Жуан Пауло, 75). Тренер — Карлос Альберто Сілва.
Статистика виступів у першій збірній СРСР:
| № | Дата       | Місце  | Суперник  | Рахунок | Примітка |
| - | ---------- | ------ | --------- | ------- | -------- |
| 1 | 10.05.1989 | Ізмір  | Туреччина | 1 : 0   | відбір   |
| 2 | 31.05.1989 | Москва | Ісландія  | 1 : 1   | відбір   |
| 3 | 23.08.1989 | Любін  | Польща    | 1 : 1   |          |

Гра відбіркового турніру на чемпіонат світу.
| 10 травня 1989 |

| Туреччина | 0 : 1 | СРСР             |
| --------- | ----- | ---------------- |
|           | Звіт  | Михайличенко 41' |

| «Іненю» (Стамбул) Глядачів: 34 553 Арбітр: Мішель Вотро (Франція) |

СРСР: Рінат Дасаєв (), Олег Лужний, Сергій Горлукович, Олег Кузнецов, Сергій Алейніков (Гела Кеташвілі, 89), Василь Рац, Олександр Заваров, Олексій Михайличенко, Геннадій Литовченко, Олег Протасов (Олександр Бородюк, 88), Ігор Добровольський. Тренер — Валерій Лобановський.
Гра відбіркового турніру на чемпіонат світу.
| 31 травня 1989 |

| СРСР               | 1 : 1 | Ісландія       |
| ------------------ | ----- | -------------- |
| Добровольський 65' | Звіт  | Аскельссон 86' |

| «Лужники» (Москва) Глядачів: 60 654 Арбітр: Мішель Вотро (Франція) |

СРСР: Рінат Дасаєв (), Олег Лужний, Сергій Горлукович, Олег Кузнецов, Сергій Алейніков, Василь Рац, Володимир Безсонов (Гела Кеташвілі, 83), Олександр Заваров, Геннадій Литовченко, Олег Протасов (Юрій Савичев, 83), Ігор Добровольський. Тренер — Валерій Лобановський.
Товариський матч
| 23 серпня 1989 |

| Польща      | 1 : 1 | СРСР         |
| ----------- | ----- | ------------ |
| Вдовчик 60' | Звіт  | Кир'яков 30' |

| «Заглебія» (Любін) Глядачів: 32 000 Арбітр: Іцхак Бен Іцхак (Ізраїль) |

Польща: Ярослав Бако, Збігнєв Качмарек, Кшиштоф Будка, Даріуш Вдовчик, Роберт Важиха, Януш Навроцький, Ян Урбан (Марек Годлевський, 80), Вальдемар Прусик (; Пйотр Чаховський, 46), Яцек Зіобек, Кшиштоф Важиха (Пйотр Сочинський, 25), Роман Косецький. Тренер — Анджей Стрейляу.
СРСР: Віктор Чанов (Дмитро Харін, 46), Гела Кеташвілі (Андрій Канчельскіс, 90), Сергій Фокін (Сергій Кир'яков, 28), Сергій Горлукович, Олег Лужний, Василь Кульков (Андрій Баль, 82), Андрій Зигмантович, Сергій Родіонов, Валерій Шмаров (Ігор Коливанов, 46), Федір Черенков, Ігор Добровольський (). Тренер — Валерій Лобановський.
Статистика виступів у національній збірній Грузії:
| № | Дата       | Місце   | Суперник | Рахунок | Примітка |
| - | ---------- | ------- | -------- | ------- | -------- |
| 1 | 27.05.1990 | Тбілісі | Литва    | 2 : 2   |          |

Товариський матч
| 27 травня 1990 |

| Грузія                  | 2 : 2 | Литва                          |
| ----------------------- | ----- | ------------------------------ |
| Гурулі 62' Качарава 81' | Звіт  | Нарбековас 12' Балтушнікас 60' |

| «Динамо» (Тбілісі) Глядачів: 55 000 Арбітр: Велоді Міміношвілі (СРСР) |

Грузія: Аслан Баладзе, Гела Кеташвілі (), Кахабер Цхададзе (Кахі Качарава, 71), Дмитро Кудінов, Георгій Пірцхалава, Георгій Надірадзе, Темурі Кецбая, Заза Ревішвілі (Ростом Торгашвілі, 46), Отар Коргалідзе (Мелорі Бігвава, 46), Мамука Панцулая (Гоча Гогрічіані, 46), Гія Гурулі. Тренер — Гіві Нодія.
Литва: Вальдемарас Мартінкенас (Арвідас Концявічус, 82), Володимир Бузмаков, Рітіс Нарушявічюс, Роман Мажейкіс, Арвідас Яноніс (Віргініюс Балтушнікас, 17), Робертас Тауткус, Ромас Чирба, Вальдас Іванаускас, Робертас Фрідрікас, В'ячеслав Сукристов, Армінас Нарбековас. Тренер — Беньямінас Зелькявічюс.

## Досягнення
- Олімпійський чемпіон (1): 1988
- Чемпіон Європи (U-21): 1990

## Державні нагороди
- Президентський орден Сяйво (Грузія, 2018)[3]